# Khánh Hà (xã)
Khánh Hà là một xã thuộc huyện Thường Tín, thành phố Hà Nội, Việt Nam.
Xã có diện tích 4,81 km², dân số năm 1999 là 8.461 người, mật độ dân số đạt 1.759 người/km².